# Emilia Clarke

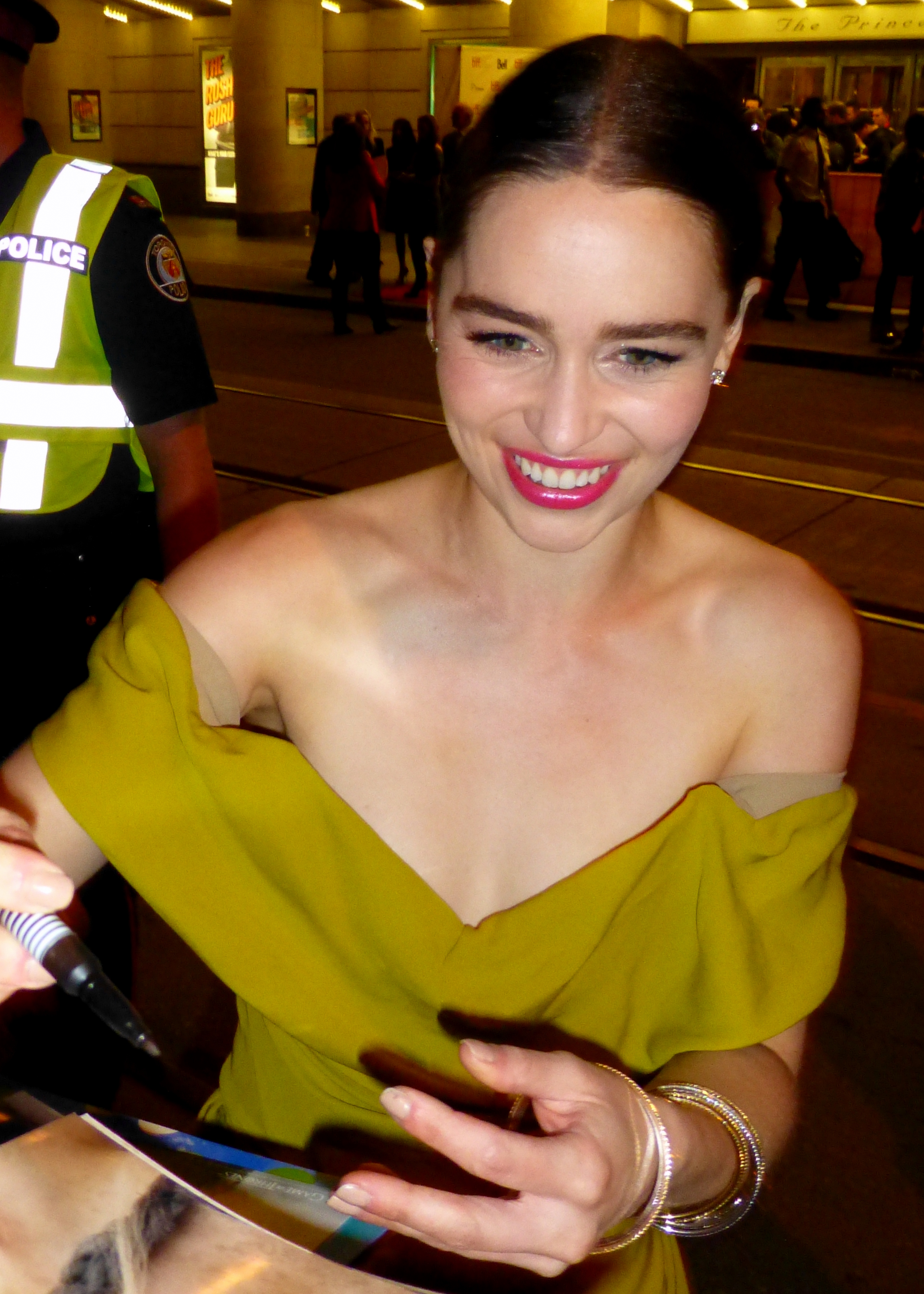
Emilia Clarke na premierze filmu Dom Hemingway (2013)

Emilia Isabelle Euphemia Rose Clarke (ur. 23 października 1986 w Londynie) – brytyjska aktorka telewizyjna i filmowa, która grała m.in. Daenerys Targaryen w serialu Gra o tron.

## Życiorys

### Młodość
Urodziła się w Londynie, dorastała w Berkshire. Ma młodszego brata, który został politologiem. Jej ojciec pracował jako inżynier dźwięku w teatrze, matka zajęła się prowadzeniem działalności gospodarczej.
Zainteresowanie aktorstwem wiąże z udziałem w premierze musicalu Show Boat, przy którym pracował jej ojciec. Jej kolejną pasją stała się muzyka, co skłoniło ją do nauki śpiewu oraz gry na gitarze. Z czasem nauczyła się grać również na flecie i fortepianie.
Uczęszczała do Rye St Antony School i St Edward's School w Oksfordzie, gdzie wystąpiła w dwóch szkolnych musicalach: West Side Story i Twelfth Night. Po ukończeniu szkoły średniej została przyjęta do szkoły aktorskiej Drama Centre London w Londynie. Podczas studiów w tej szkole pojawiała się wyłącznie w spektaklach szkolnych. Po zakończeniu nauki rozpoczęła współpracę z organizacją charytatywną Samarytanie, występując w ich kampaniach społecznych.

### Kariera aktorska
W telewizji debiutowała w epizodycznej roli w serialu Doctors. Następnie zagrała Savannah w filmie telewizyjnym Atak dinozaurów.
Przełom w jej karierze nastąpił w 2011 po otrzymaniu roli Daenerys Targaryen w serialu Gra o tron. Początkowo rolę tę otrzymała Tamzin Merchant, jednak aktorka opuściła projekt po nagraniu niewyemitowanego pilota. Następnie nagrano odcinek z udziałem Emilii Clarke. Serial miał premierę w kwietniu 2011. Po pozytywnych reakcjach widzów i krytyków stacja HBO zamówiła kolejny sezon. Rola w serialu przyniosła aktorce międzynarodową rozpoznawalność, a także wiele nominacji i nagród – od 2011 otrzymała za nią nominacje m.in. do nagród Emmy, Satelity, Saturna, SAG, People’s Choice czy MTV. Spotkała się jednocześnie z krytyką dotyczącą scen, w których eksponowała ciało. W wywiadach stwierdziła, że akceptuje nagość w serialu, jeżeli ma to faktyczny sens w fabule, jednak prosiła reżysera, aby sceny nagości były bardziej subtelne. W 2014 obsada serialu renegocjowała warunki kontraktu na realizację kolejnych sezonów, zwiększając w ich wyniku swoje stawki. Media podały, że jej wynagrodzenie za jeden odcinek piątego i szóstego sezonu wyniosło 300 tys. dolarów, natomiast za kolejne sezony – 1,1 mln dolarów, co sprawiło, że aktorka znalazła się czołówce najlepiej opłacanych aktorów telewizyjnych.
W 2012 wystąpiła w dramacie muzycznym Spike Island. Od marca do kwietnia 2013 grała na Broadwayu, wcielając się w Holly Golightly w sztuce będącej adaptacją Śniadania u Tiffany’ego. We wrześniu 2013 odbyła się premiera filmu Dom Hemingway, w którym wystąpiła u boku Jude’a Law. Film poniósł finansową porażkę, zarabiając około 1,8 mln dolarów przy budżecie produkcyjnym wynoszącym 7 mln dolarów. W filmie wykonała cover utworu The Waterboys Fisherman’s Blues.
Otrzymała propozycję zagrania Anastasii Steele w Pięćdziesięciu twarzach Greya na podstawie powieści E.L. James, jednak zrezygnowała, motywując to wymaganą ilością nagości. W 2015 wystąpiła u boku Arnolda Schwarzeneggera jako Sarah Connor w filmie Terminator: Genisys. W końcowym etapie castingu konkurowała o rolę z Brie Larson oraz Tatianą Maslany. Za udział w tej produkcji otrzymała nominację do Jupitera oraz Teen Choice Award. Pomimo zarobionych 440 mln dolarów (przy budżecie 155 mln dolarów) film otrzymał przeciętne opinie wśród krytyków.
W 2016 miała miejsce premiera dramatu Zanim się pojawiłeś, w którym zagrała główną rolę u boku Sama Claflina. Film odniósł znaczący sukces finansowy, zarabiając 207 mln dolarów przy budżecie wynoszącym 20 mln dolarów. Postać Lou Clark przyniosła aktorce ponownie nominacje do Teen Choice Award oraz Jupitera. W 2017 zagrała główną rolę w thrillerze Głosy ze ściany. W 2016 potwierdzono jej udział w filmie o przygodach Hana Solo, kolejnym spin-offie serii Gwiezdne wojny. W 2019 zagrała Kate, główną bohaterkę świątecznego filmu Last Christmas.

## Życie prywatne
Od lipca 2012 do marca 2013 jej partnerem życiowym był amerykański aktor Seth MacFarlane. Na planie filmu Terminator: Genisys poznała Jaia Courtneya, z którym spotykała się od lutego do czerwca 2015.
W 2011 doznała krwotoku podpajęczynówkowego, spowodowanego pęknięciem tętniaka, co wymagało interwencji chirurgicznej. W 2013 przeszła operację usunięcia drugiego tętniaka.

## Filmografia
| Filmy | Filmy                               | Filmy                                           | Filmy        |
| Rok   | Tytuł                               | Reżyser                                         | Rola         |
| ----- | ----------------------------------- | ----------------------------------------------- | ------------ |
| 2010  | Atak dinozaurów                     | Colin Ferguson                                  | Savannah     |
| 2012  | Shackled                            | Nour Wazzi                                      | Malu         |
| 2012  | Spike Island                        | Mat Whitecross                                  | Sally        |
| 2013  | Dom Hemingway                       | Richard Shepard                                 | Evelyn       |
| 2015  | Terminator: Genisys                 | Alan Taylor                                     | Sarah Connor |
| 2016  | Zanim się pojawiłeś                 | Thea Sharrock                                   | Lou Clark    |
| 2017  | Głosy ze ściany                     | Eric D. Howell                                  | Verena       |
| 2018  | Han Solo: Gwiezdne wojny – historie | Ron Howard                                      | Qi’ra        |
| 2019  | Last Christmas                      | Paul Feig                                       | Kate         |
| 2019  | Poza podejrzeniem                   | Phillip Noyce                                   | Susan Smith  |
| 2020  | Murder Manual                       | Michael Escobedo, Kelly Hallmark, Douglas Keeve | Malu         |
| 2023  | The Pod Generation                  | Sophie Barthes                                  | Rachel       |

| Seriale TV i dubbing | Seriale TV i dubbing                     | Seriale TV i dubbing | Seriale TV i dubbing    |
| Rok                  | Tytuł                                    | Rola                 | Uwagi                   |
| -------------------- | ---------------------------------------- | -------------------- | ----------------------- |
| 2009                 | Doctors                                  | Saskia Mayer         | serial                  |
| 2011                 | Gra o tron                               | Daenerys Targaryen   | serial                  |
| 2013                 | Futurama                                 | Marianne             | serial animowany (głos) |
| 2014                 | Game of Thrones: A Telltale Games Series | Daenerys Targaryen   | gra komputerowa (głos)  |
| 2016                 | Robot Chicken                            | Bridget              | serial animowany (głos) |
| 2017                 | Zwierzęta                                | Lumpy                | serial animowany (głos) |
| 2022                 | Zadziwiający kot Maurycy                 | Malicia              | film animowany (głos)   |
| 2023                 | Tajna inwazja                            | G’iah                | serial                  |

Na podstawie portalu IMDb.

## Nagrody i nominacje
| Nagroda                           | Kategoria                                                 | Rok  | Rola                                                                       | Wygrana |
| --------------------------------- | --------------------------------------------------------- | ---- | -------------------------------------------------------------------------- | ------- |
| Nagroda Gildii Aktorów Ekranowych | Wybitny występ zespołu aktorskiego w serialu dramatycznym | 2012 | Gra o tron Daenerys Targaryen                                              | N       |
| Nagroda Gildii Aktorów Ekranowych | Wybitny występ zespołu aktorskiego w serialu dramatycznym | 2014 | Gra o tron Daenerys Targaryen                                              | N       |
| Nagroda Gildii Aktorów Ekranowych | Wybitny występ zespołu aktorskiego w serialu dramatycznym | 2015 | Gra o tron Daenerys Targaryen                                              | N       |
| Nagroda Gildii Aktorów Ekranowych | Wybitny występ zespołu aktorskiego w serialu dramatycznym | 2016 | Gra o tron Daenerys Targaryen                                              | N       |
| Nagroda Gildii Aktorów Ekranowych | Wybitny występ zespołu aktorskiego w serialu dramatycznym | 2017 | Gra o tron Daenerys Targaryen                                              | N       |
| Critics’ Choice Television Award  | Najlepsza aktorka drugoplanowa w serialu dramatycznym     | 2013 | Gra o tron Daenerys Targaryen                                              | N       |
| Critics’ Choice Television Award  | Najlepsza aktorka drugoplanowa w serialu dramatycznym     | 2016 | Gra o tron Daenerys Targaryen                                              | N       |
| Primetime Emmy Award              | Najlepsza aktorka drugoplanowa w serialu dramatycznym     | 2013 | Gra o tron Daenerys Targaryen                                              | N       |
| Primetime Emmy Award              | Najlepsza aktorka drugoplanowa w serialu dramatycznym     | 2015 | Gra o tron Daenerys Targaryen                                              | N       |
| Primetime Emmy Award              | Najlepsza aktorka drugoplanowa w serialu dramatycznym     | 2016 | Gra o tron Daenerys Targaryen                                              | N       |
| Gold Derby TV Award               | Aktorka drugoplanowa w dramacie                           | 2013 | Gra o tron Daenerys Targaryen                                              | N       |
| Gold Derby TV Award               | Aktorka drugoplanowa w dramacie                           | 2014 | Gra o tron Daenerys Targaryen                                              | N       |
| Gracie Award                      | Najlepsza wschodząca gwiazda w serialu dramatycznym       | 2012 | Gra o tron Daenerys Targaryen                                              | T       |
| IGN Award                         | Najlepsza aktorka telewizyjna                             | 2011 | Gra o tron Daenerys Targaryen                                              | N       |
| Jupiter                           | Najlepsza aktorka zagraniczna                             | 2016 | Terminator: Genisys Sarah Connor                                           | N       |
| Jupiter                           | Najlepsza aktorka zagraniczna                             | 2017 | Zanim się pojawiłeś Lou Clark                                              | N       |
| Golden Nymph Award                | Wybitna aktorka w serialu dramatycznym                    | 2012 | Gra o tron Daenerys Targaryen                                              | N       |
| MTV Movie & TV Awards             | Najlepsza rola telewizyjna                                | 2017 | Gra o tron Daenerys Targaryen                                              | N       |
| MTV Movie & TV Awards             | Scena wywołująca łzy                                      | 2017 | Zanim się pojawiłeś Lou Clark (Will mówiący Lou, że nie może z nią zostać) | N       |
| OFTA Television Award             | Najlepsza aktorka drugoplanowa w serialu dramatycznym     | 2013 | Gra o tron Daenerys Targaryen                                              | T       |
| OFTA Television Award             | Najlepsza aktorka drugoplanowa w serialu dramatycznym     | 2015 | Gra o tron Daenerys Targaryen                                              | N       |
| OFTA Television Award             | Najlepsza aktorka drugoplanowa w serialu dramatycznym     | 2016 | Gra o tron Daenerys Targaryen                                              | N       |
| People’s Choice Award             | Ulubiona aktorka telewizyjna: Sci-Fi/Fantasy              | 2014 | Gra o tron Daenerys Targaryen                                              | N       |
| People’s Choice Award             | Ulubiona aktorka telewizyjna: Sci-Fi/Fantasy              | 2016 | Gra o tron Daenerys Targaryen                                              | N       |
| People’s Choice Award             | Ulubiona aktorka telewizyjna: Sci-Fi/Fantasy              | 2017 | Gra o tron Daenerys Targaryen                                              | N       |
| Satelita                          | Najlepsza aktorka drugoplanowa w telewizji                | 2013 | Gra o tron Daenerys Targaryen                                              | N       |
| Saturn                            | Najlepsza aktorka drugoplanowa w serialu telewizyjnym     | 2015 | Gra o tron Daenerys Targaryen                                              | N       |
| Scream Award                      | Przełomowa rola kobieca                                   | 2011 | Gra o tron Daenerys Targaryen                                              | T       |
| SFX Award                         | Najlepsza aktorka                                         | 2013 | Gra o tron Daenerys Targaryen                                              | T       |
| Teen Choice Award                 | Najlepsza aktorka lata                                    | 2015 | Terminator: Genisys Sarah Connor                                           | N       |
| Teen Choice Award                 | Najlepszy związek                                         | 2016 | Zanim się pojawiłeś Lou Clark wraz z Samem Claflinem                       | N       |
| TV Guide Award                    | Ulubiona aktorka                                          | 2014 | Gra o tron Daenerys Targaryen                                              | N       |
| Young Hollywood Awards            | Ulubiona aktorka                                          | 2014 | Emilia Clarke (całokształt twórczości)                                     | N       |

Na podstawie portalu IMDb.